# معاهده پاریس (۱۷۸۳)
معاهده پاریس در ۳ سپتامبر ۱۷۸۳ در پاریس به امضا رسید و در ۱۴ ژانویه سال بعد از تصویب کنگره کنفدراسیون گذشت. مطابق این پیمان ایالات متحده به طور رسمی از استعمار انگلستان خارج شد، هرچند تاریخ اعلام استقلال ایالات متحده به ۴ ژوئیه ۱۷۷۶ باز می‌گردد ولی تا زمان امضای پیمان پاریس در کاخ ورسای این کشور مشکلاتی از نظر استقلال داشت و پس از امضای آن گسترش به غرب و تشکیل حکومتی ملی را آغاز کرد.